# Tung-chaj Ta-čchiao
Tung-chaj Ta-čchiao (čínsky 东海大桥;, pchin-jinem Dōnghǎi Dàqiáo, doslova Velký most přes Východočínské moře) je jeden z nejdelších mostů světa. Má celkovou délku 32,5 kilometru a šířku 31,5 metru. Leží na území Čínské lidové republiky, kde vede nad mořem a spojuje Šanghaj ležící na pevnině s přístavem Jang-šan v provincii Če-ťiang. Většinu mostu tvoří nízký viadukt, ale jsou zde až 420 metrů dlouhé zvýšené zavěšené úseky, kde je most až čtyřicet metrů nad hladinou, aby jej mohly podeplout lodě.
Práce začaly v červnu 2002 a most byl dokončen 10. prosince 2005.